# Alzoniella manganellii
Alzoniella manganellii is een slakkensoort uit de familie van de Hydrobiidae. De wetenschappelijke naam van de soort is voor het eerst geldig gepubliceerd in 1997 door Bodon, Cianfanelli & Talenti.